# Анамелех
Анамелех (ивр. עֲנַמֶּלֶךְ‎) вместе с Адрамелехом — ассирийские божества, которым наравне приносились человеческие жертвы (4Цар. 17:31).
Местом почитания их был город Сепарваим (Сиппар), лежащий в Месопотамии на Евфрате. В Талмуде (Санхедрин 63) утверждается, что Адрамелех изображался в виде мула, а Анамелех — в виде лошади. По-видимому, Адрамелех олицетворял Марса, а Анамелех — Сатурна.